# Megachile pauliani
Megachile pauliani är en biart som beskrevs av Raymond Benoist 1950. Megachile pauliani ingår i släktet tapetserarbin, och familjen buksamlarbin. Inga underarter finns listade i Catalogue of Life.